# David Harbour

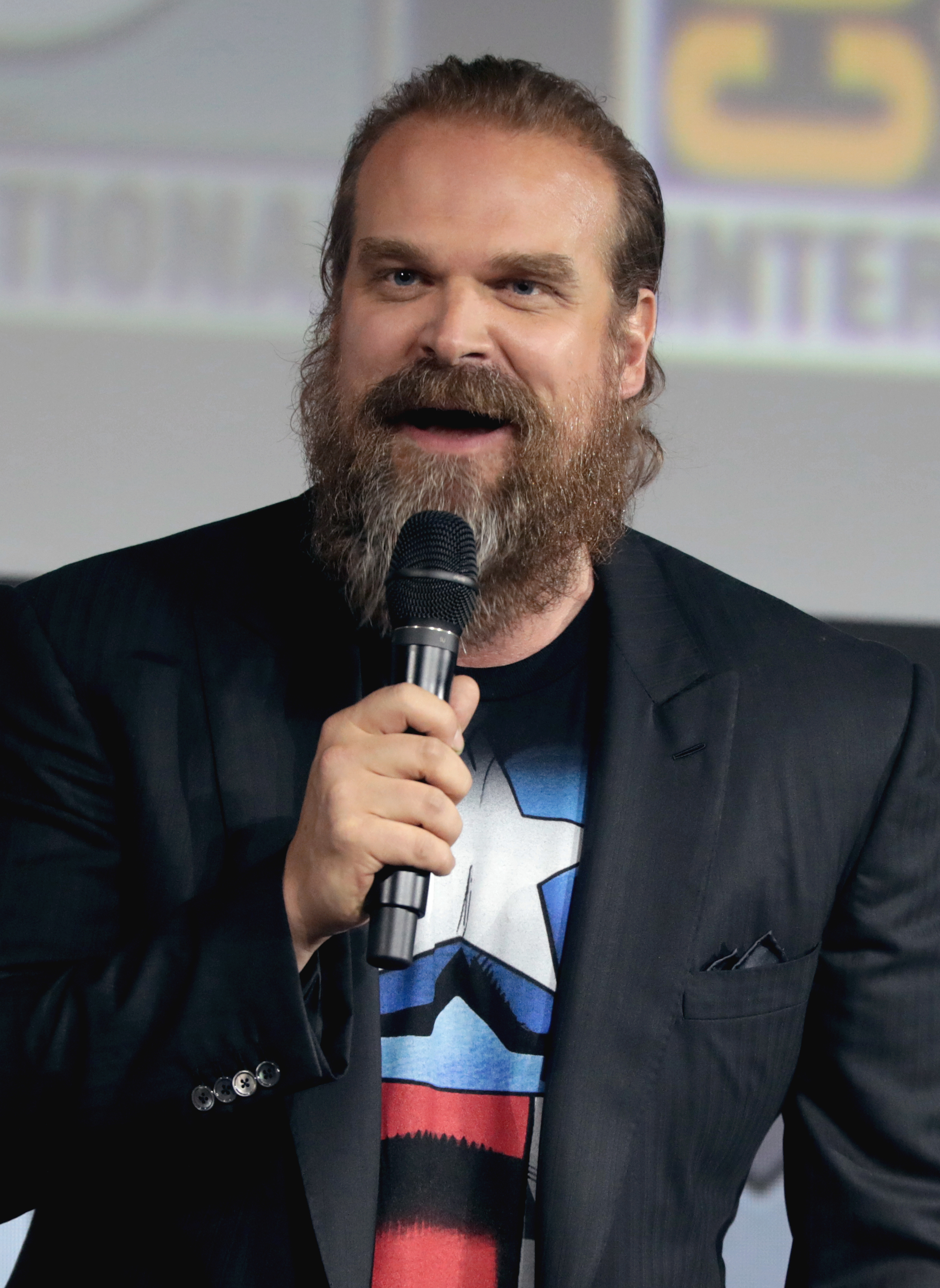
David Harbour auf der San Diego Comic-Con im Juli 2019

David Kenneth Harbour (* 10. April 1975 in White Plains, New York) ist ein US-amerikanischer Schauspieler.

## Lebenslauf
Harbour trat ab 1999 zunächst in Gastrollen in verschiedenen Serien wie Law & Order, Law & Order: Special Victims Unit und Hack – Die Straßen von Philadelphia in Erscheinung. 2005 hatte er eine Nebenrolle in dem vielfach ausgezeichneten Filmdrama Brokeback Mountain. Einem größeren Publikum wurde Harbour 2008 durch seine Rollen als Shep Campbell in Sam Mendes Drama Zeiten des Aufruhrs und als einer von Daniel Craigs Gegenspielern in Ein Quantum Trost bekannt. Harbour war in mehreren großen Filmproduktionen wie The Equalizer, Suicide Squad und Hellboy – Call of Darkness. Daneben war Harbour bereits in einigen US-Serien in größeren Rollen zu sehen. Seit Juli 2016 ist er außerdem in der Netflix-Serie Stranger Things als Polizeichef Chief Hopper zu sehen, wofür er 2017 zusammen mit seinen Mitschauspielern den Screen Actors Guild Award für das beste Ensemble einer Dramaserie erhielt.
Neben Film- und Fernsehproduktionen spielte Harbour auch mehrfach Theater. 2005 erhielt er eine Nominierung bei den Tony Awards als bester Nebendarsteller (Best Featured Actor in a Play) für seine Rolle im Theaterstück Wer hat Angst vor Virginia Woolf?.
Am 9. September 2020 heiratete er die britische Sängerin Lily Allen, die er im Jahr zuvor kennengelernt hatte. Sie trennten sich Ende 2024.

## Filmografie (Auswahl)

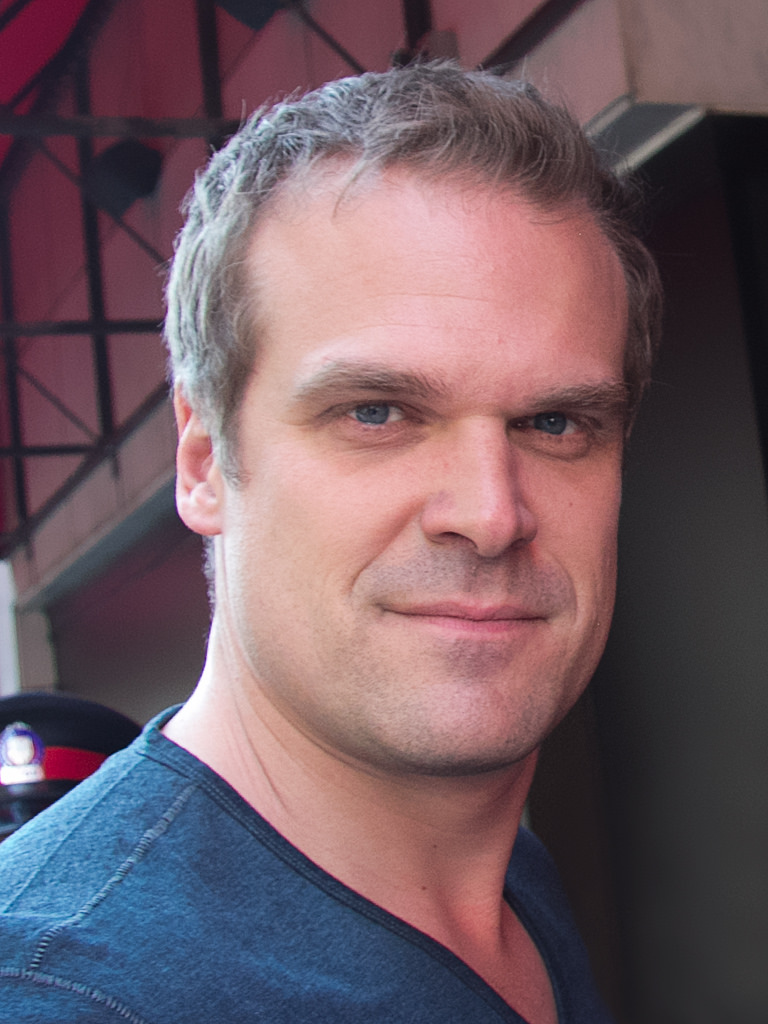
David Harbour (2014)

- 1999, 2008: Law & Order (Fernsehserie, 2 Episoden)
- 2002: Law & Order: Special Victims Unit (Fernsehserie, Episode 4x07)
- 2003: Hack – Die Straßen von Philadelphia (Hack, Fernsehserie, Episode 2x03)
- 2004: Kinsey – Die Wahrheit über Sex (Kinsey)
- 2004, 2009: Criminal Intent – Verbrechen im Visier (Law & Order: Criminal Intent, Fernsehserie, 2 Episoden)
- 2005: Krieg der Welten (War of the Worlds)
- 2005: Brokeback Mountain
- 2005: Confess
- 2006: The Book of Daniel (Fernsehserie, Episode 1x03)
- 2006: Shut Up and Sing
- 2007: Midnight Son (Kurzfilm)
- 2008: James Bond 007: Ein Quantum Trost (Quantum of Solace)
- 2008: Zeiten des Aufruhrs (Revolutionary Road)
- 2009: State of Play – Stand der Dinge (State of Play)
- 2009: Lie to Me (Fernsehserie, Episode 1x10)
- 2011: The Green Hornet
- 2011: W.E.
- 2011–2012: Pan Am (Fernsehserie, 6 Episoden)
- 2012: Knife Fight – Die Gier nach Macht (Knife Fight)
- 2012: End of Watch
- 2012: Between Us
- 2012: Elementary (Fernsehserie, Episode 1x05)
- 2012–2014: The Newsroom (Fernsehserie, 10 Episoden)
- 2013: Snitch – Ein riskanter Deal (Snitch)
- 2013: Parkland
- 2014: Rake (Fernsehserie, 11 Episoden)
- 2014: The Equalizer
- 2014: Ruhet in Frieden – A Walk Among the Tombstones (A Walk Among the Tombstones)
- 2014: Manhattan (Fernsehserie, 10 Episoden)
- 2014–2015: State of Affairs (Fernsehserie, 13 Episoden)
- 2015: Black Mass
- 2015–2016: Banshee – Small Town. Big Secrets. (Banshee, Fernsehserie, 2 Episoden)
- 2016: Suicide Squad
- seit 2016: Stranger Things (Fernsehserie)
- 2017: Sleepless – Eine tödliche Nacht (Sleepless)
- 2019: Hellboy – Call of Darkness (Hellboy)
- 2019: Frankenstein’s Monster’s Monster, Frankenstein
- 2020: Tyler Rake: Extraction (Extraction)
- 2021: No Sudden Move
- 2021: Black Widow
- 2022: Violent Night
- 2023: We Have a Ghost
- 2023: Gran Turismo
- 2024: What If…? (Fernsehserie, 2 Episoden)
- seit 2024: Creature Commandos (Fernsehserie, Stimme)
- 2025: A Working Man
- 2025: Thunderbolts*

## Videospiele
- 2024: Alone in the Dark

## Auszeichnungen und Nominierungen
Emmy
- 2017: Nominierung als bester Nebendarsteller in einer Dramaserie für Stranger Things
- 2018: Nominierung als bester Nebendarsteller in einer Dramaserie für Stranger Things

Golden Globe Award
- 2018: Nominierung als bester Nebendarsteller – Serie, Mini-Serie oder TV-Film für Stranger Things

Goldene Himbeere
- 2020: Nominierung als schlechtester Schauspieler für Hellboy – Call of Darkness

Screen Actors Guild Award
- 2017: Bestes Schauspielensemble in einer Dramaserie für Stranger Things
- 2018: Nominierung als bestes Schauspielensemble in einer Dramaserie für Stranger Things
- 2018: Nominierung als bester Darsteller in einer Dramaserie für Stranger Things

Tony Award
- 2005: Nominierung als Bester Nebendarsteller für Who’s Afraid of Virginia Woolf?

Critics’ Choice Television Award
- 2018: Bester Nebendarsteller in einer Dramaserie für Stranger Things